# Lajes das Flores
Lajes das Flores é uma vila portuguesa sede do Município de Lajes das Flores, município situado na metade sul da Ilha das Flores, no Grupo Ocidental do arquipélago dos Açores. O atual município, que foi criado como concelho em 1515, tem uma área de 69,59 km² e 1446 habitantes (2023), tendo sede na vila das Lajes das Flores, na costa sul da ilha, onde se situa o porto comercial que a serve.
O município é limitado a norte pelo Município de Santa Cruz das Flores e está rodeado por todos os demais lados pelo Oceano Atlântico, sendo a municipalidade mais ocidental da Europa.

## Freguesias
O município das Lajes das Flores está dividido em 7 freguesias:
- Fajã Grande
- Fajãzinha
- Fazenda
- Lajedo
- Lajes das Flores
- Lomba
- Mosteiro

## Património edificado
- Bateria do Cais de Lajes das Flores
- Forte de Nossa Senhora do Rosário de Lajes das Flores
- Forte de Santo António de Lajes das Flores
- Igreja de Nossa Senhora do Rosário (Lajes das Flores)
- Porto das Lajes das Flores

## Património natural
- Agulhas
- Alto da Cova
- Boca da Vereda
- Buguilão
- Bureiro
- Espigão
- Lagoa Branca
- Lagoa Comprida
- Lagoa da Lomba
- Lagoa Funda
- Lagoa Funda das Lajes
- Lagoa Rasa
- Lagoa Seca
- Lomba da Vaca
- Marcela
- Monte das Cruzes
- Morro Alto
- Morro do Franciscão
- Pedra Alta
- Pedrinha
- Pico da Casinda
- Pico da Sé
- Pico da Terra Nova
- Pico do Laurenzo
- Pico do Touro
- Pico dos Sete Pés
- Pico Negro
- Rocha da Fajã Grande
- Rocha do Touro
- Tapada Comprida
- Tapada Nova
- Testa da Igreja
- Vigia da Rocha Negra

## População
| Número de habitantes *                | Número de habitantes * | Número de habitantes * | Número de habitantes * | Número de habitantes * | Número de habitantes * | Número de habitantes * | Número de habitantes * | Número de habitantes * | Número de habitantes * | Número de habitantes * | Número de habitantes * | Número de habitantes * | Número de habitantes * | Número de habitantes * | Número de habitantes * |
| ------------------------------------- | ---------------------- | ---------------------- | ---------------------- | ---------------------- | ---------------------- | ---------------------- | ---------------------- | ---------------------- | ---------------------- | ---------------------- | ---------------------- | ---------------------- | ---------------------- | ---------------------- | ---------------------- |
| 1864                                  | 1878                   | 1890                   | 1900                   | 1911                   | 1920                   | 1930                   | 1940                   | 1950                   | 1960                   | 1970                   | 1981                   | 1991                   | 2001                   | 2011                   | 2021                   |
| 5 865                                 | 5 369                  | 4 999                  | 4 498                  | 3 991                  | 3 518                  | 3 508                  | 3 780                  | 4 041                  | 3 376                  | 2 600                  | 1 896                  | 1 701                  | 1 502                  | 1 504                  | 1 408                  |
| Número de habitantes por Grupo Etário |                        |                        |                        |                        |                        |                        |                        |                        |                        |                        |                        |                        |                        |                        |                        |
|                                       |                        |                        | 1900                   | 1911                   | 1920                   | 1930                   | 1940                   | 1950                   | 1960                   | 1970                   | 1981                   | 1991                   | 2001                   | 2011                   | 2021                   |
| 0-14 Anos                             | 0-14 Anos              | 0-14 Anos              | 1 367                  | 1 280                  | 1 125                  | 1 068                  | 1 182                  | 1 187                  | 847                    | 665                    | S/ dados               | 334                    | 241                    | 221                    | 157                    |
| 15-24 Anos                            | 15-24 Anos             | 15-24 Anos             | 635                    | 533                    | 563                    | 683                    | 605                    | 697                    | 563                    | 370                    | S/ dados               | 232                    | 186                    | 156                    | 153                    |
| 25-64 Anos                            | 25-64 Anos             | 25-64 Anos             | 1 894                  | 1 504                  | 1 286                  | 1 345                  | 1 607                  | 1 866                  | 1 696                  | 1 270                  | S/ dados               | 798                    | 778                    | 844                    | 806                    |
| = ou > 65 Anos                        | = ou > 65 Anos         | = ou > 65 Anos         | 594                    | 667                    | 492                    | 425                    | 342                    | 290                    | 270                    | 295                    | S/ dados               | 337                    | 297                    | 283                    | 292                    |

- Número de habitantes "residentes", ou seja, que tinham a residência oficial neste concelho à data em que os censos  se realizaram.

- - De 1900 a 1950 os dados referem-se à população "de facto", ou seja, que estava presente no concelho à data em que os censos se realizaram. Daí que se registem algumas diferenças relativamente à designada população residente)

## Política

### Eleições autárquicas[9]
| Data | %       | V       | %       | V       | %              | V            | %              | V     | %              | V    | %              | V       | Participação |                |
| Data | PPD/PSD | PPD/PSD | CDS-PP  | CDS-PP  | FEPU/APU/CDU   | FEPU/APU/CDU | PS             | PS    | ASDI           | ASDI | PSD-CDS        | PSD-CDS | Participação |                |
| ---- | ------- | ------- | ------- | ------- | -------------- | ------------ | -------------- | ----- | -------------- | ---- | -------------- | ------- | ------------ | -------------- |
| Data | 1976    | 36,65   | 2       | 30,96   | 2              | 15,97        | 1              | 12,69 | -              |      |                |         |              | 62,56 / 100,00 |
| 1979 | 38,45   | 2       |         |         | 4,27           | -            | 52,52          | 3     | 73,89 / 100,00 |      |                |         |              |                |
| 1982 | 33,43   | 2       | 5,49    | -       | 8,00           | -            | 51,25          | 3     | 73,00 / 100,00 |      |                |         |              |                |
| 1985 | 65,80   | 4       | 15,58   | 1       | 11,15          | -            | 3,68           | -     |                |      | 65,53 / 100,00 |         |              |                |
| 1989 | 53,93   | 3       | 34,27   | 2       | 5,95           | -            | 3,93           | -     | 69,64 / 100,00 |      |                |         |              |                |
| 1993 | 64,65   | 4       |         |         | 12,83          | -            | 19,19          | 1     | 76,45 / 100,00 |      |                |         |              |                |
| 1997 | 47,90   | 3       | 1,96    | -       | 22,97          | 1            | 25,22          | 1     | 78,51 / 100,00 |      |                |         |              |                |
| 2001 | 78,51   | 4       |         |         | 12,61          | -            | 20,62          | 1     | 77,38 / 100,00 |      |                |         |              |                |
| 2005 | 49,12   | 3       |         |         | 47,55          | 2            | 78,13 / 100,00 |       |                |      |                |         |              |                |
| 2009 | 53,86   | 3       | 44,88   | 2       | 80,94 / 100,00 |              |                |       |                |      |                |         |              |                |
| 2013 | 44,66   | 2       | 52,15   | 3       | 82,03 / 100,00 |              |                |       |                |      |                |         |              |                |
| 2017 | 31,48   | 1       | 63,77   | 4       | 74,62 / 100,00 |              |                |       |                |      |                |         |              |                |
| 2021 | CDS-PP  | CDS-PP  | PPD/PSD | PPD/PSD | 48,89          | 3            | 47,08          | 2     | 77,26 / 100,00 |      |                |         |              |                |

## Equipamentos
- EB1,2/JI de Lajes das Flores

## Mitos e lendas
- Lenda de Santo Amaro da Ilha das Flores

## Geminações
A vila de Lajes das Flores é geminada com as seguintes cidades:
- Stoughton, Massachusetts, Estados Unidos [10]
- Içara, Santa Catarina, Brasil [11]